# Eremas
Eremas là một chi bướm đêm thuộc phân họ Tortricinae của họ Tortricidae.

## Các loài
- Eremas leucotrigona Turner, 1945